# Codice ATC A08
Il codice ATC A08 "Preparati antiobesità, esclusi i prodotti per la dieta" è un sottogruppo del sistema di classificazione Anatomico Terapeutico e Chimico, un sistema di codici alfanumerici sviluppato dall'OMS per la classificazione dei farmaci e altri prodotti medici. Il sottogruppo A08 fa parte del gruppo anatomico A, farmaci per l'apparato digerente e del metabolismo.
Codici per uso veterinario (codici ATCvet) possono essere creati ponendo la lettera Q di fronte al codice ATC umano: QA08...  I codici ATCvet senza corrispondente codice ATC umano sono riportati nella lista seguente con la Q iniziale.
Numeri nazionali della classificazione ATC possono includere codici aggiuntivi non presenti in questa lista, che segue la versione OMS.

## A08A Preparati Antiobesità, esclusi i prodotti per la dieta

### A08AA Preparati antiobesità  ad azione centrale
A08AA01 Fentermina
A08AA02 Fenfluramina
A08AA03 Amfepramone
A08AA04 Dexfenfluramina
A08AA05 Mazindolo
A08AA06 Etilamfetamina
A08AA07 Catina
A08AA08 Clobenzorex
A08AA09 Mefenorex
A08AA10 Sibutramina
A08AA11 Lorcaserin
A08AA56 Efedrina, associazioni

### A08AB Preparati antiobesità  ad azione periferica
A08AB01 Orlistat
QA08AB90 Mitratapide
QA08AB91 Dirlotapide

### A08AX Altri farmaci antiobesità
A08AX01 Rimonabant